# Chris von Saltza
Susan Christina von Saltza (San Francisco, 3 gennaio 1944) è un'ex nuotatrice statunitense.

## Carriera
Nel 1960 alle Olimpiadi di Roma vinse, a 16 anni, tre medaglie d'oro (400 m sl, 4x100 m sl e 4x100 m mista) e una medaglia d'argento (100 m sl).
Ai trial pre-olimpici di Detroit, sempre nel 1960, con il tempo di 4'44"5 stabilì il nuovo record del mondo dei 400 m stile libero, che sarebbe durato oltre quattro anni, concludendo così la dominazione delle stileliberiste australiane (Fraser e Crapp in particolare) e ponendo nuovi standard alle nuotatrici statunitensi del periodo, che nuotavano almeno 10 secondi più lente sulla distanza; la von Saltza d'altra parte era stata la prima americana a scendere sotto i 5 minuti nei 400 m stile libero.
Benché sia ricordata soprattutto come stileliberista, nel 1958 aveva battuto il primato del mondo anche nei 200 m dorso. Sulla strada verso i Giochi del 1960, nel 1959 vinse 5 medaglie d'oro ai Campionati Panamericani. I suoi successi alle Olimpiadi di Roma contribuirono notevolmente alla rinascita del nuoto statunitense.
Si ritirò dalle competizioni nel 1961, e si iscrisse alla Stanford University laureandosi in storia asiatica.
Nel 1966 è stata inserita nella International Swimming Hall of Fame.

## Palmarès
- Olimpiadi

Roma 1960: oro nei 400 m sl e nelle staffette 4x100 m sl e 4x100 m misti, argento nei 100 m stile libero.
- Giochi panamericani

1959 – Chicago: oro nei 100 m, 200 m e 400 m stile libero.